# Sekundärbiotop

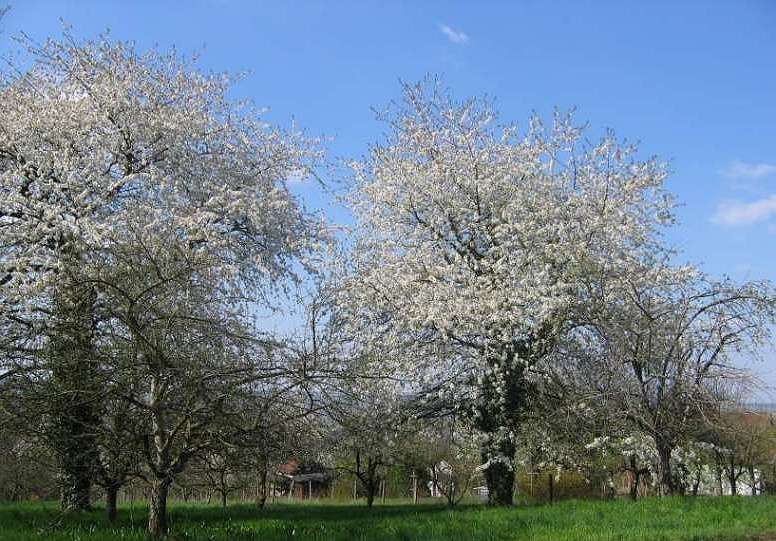
Auch Streuobstwiesen stellen ein Sekundärbiotop dar

Ein Sekundärbiotop (auch Sekundärhabitat oder Sekundärlebensraum) ist ein nicht natürlich entstandenes, sondern ein durch menschliche Aktivität entstandenes Biotop, das – gewollt oder zufällig – zu einem Lebensraum für unterschiedliche Arten geworden ist. Sekundärbiotope bieten häufig Ausweichmöglichkeiten für Tiere und Pflanzen, denen andernorts der natürliche Lebensraum – das Primärbiotop – entzogen wird. In der Regel werden Sekundärbiotope nicht aus Gründen des Natur- und Artenschutzes bewusst angelegt, sondern mit anderer (oft wirtschaftlicher) Zielsetzung.

## Abgrenzung zwischen Primärbiotop und Sekundärbiotop
Unberührte Natur bzw. Wildnis, die nicht oder schon sehr lange nicht mehr durch menschliche Eingriffe verändert wurde, wird auch als Primärbiotop bezeichnet. Hierzu zählen Ökosysteme wie die borealen Nadelwälder, ursprünglich erhaltene Feuchtgebiete, Hochgebirge, Dünenlandschaften, intakte Moore, Seegraswiesen und zahlreiche weitere naturbelassene Lebensräume. Gemäß Fauna-Flora-Habitat-Richtlinie werden unterschiedliche Lebensraumtypen beschrieben, wobei natürliche Biotope auch als prioritär bezeichnet werden (siehe Liste der FFH-Lebensraumtypen).
Alle anderen Arten von Landschaft, die starken menschlichen Veränderungen wie Bebauung, forstwirtschaftlicher, landwirtschaftlicher oder sonstiger Nutzung ausgesetzt sind oder es über einen langen Zeitraum waren, gelten als Sekundärbiotope.

## Merkmale

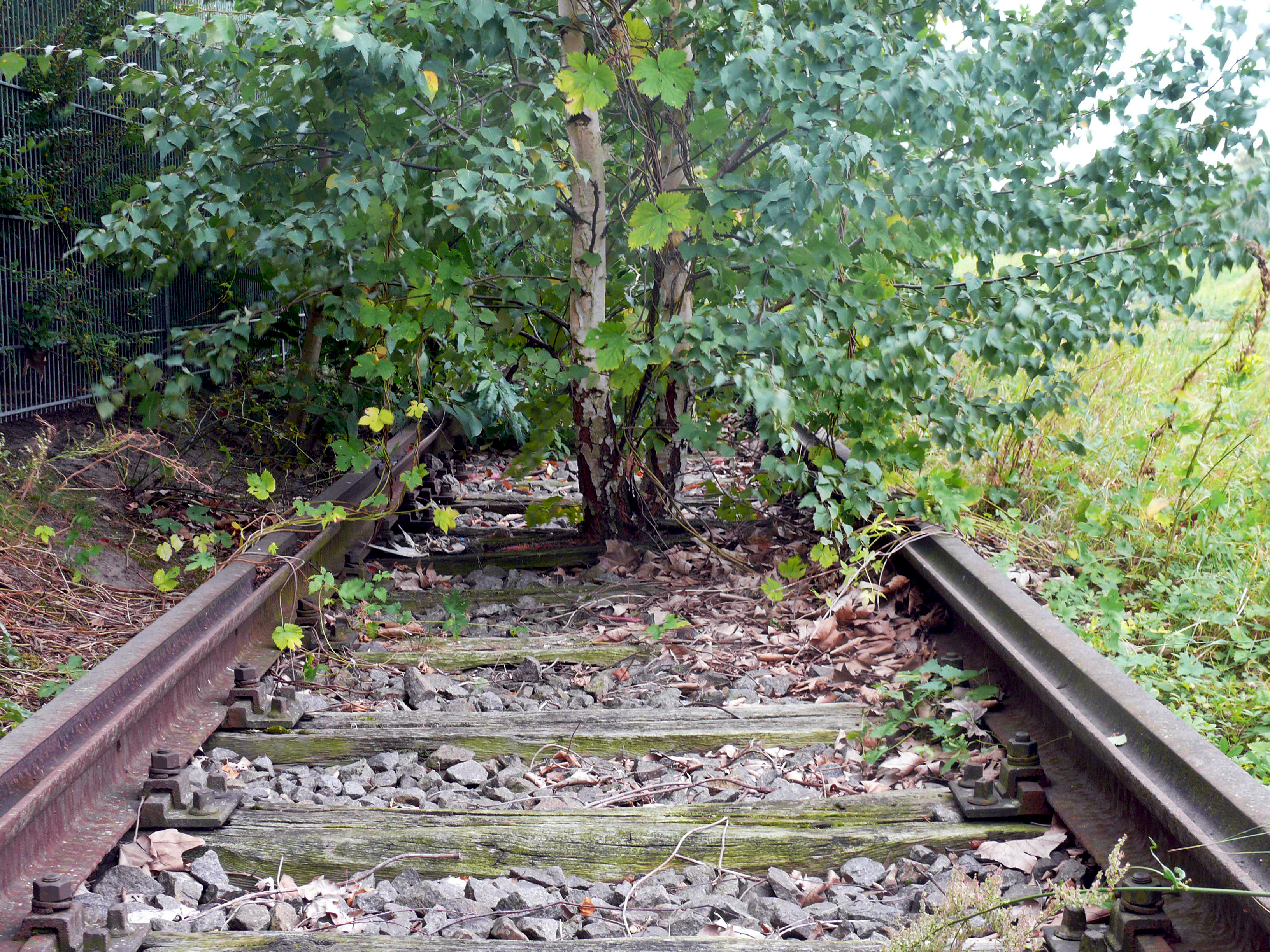
Stillgelegtes Gleis auf dem Tempelhofer Feld, Berlin

Sekundärbiotope zeichnen sich dadurch aus, dass sie entweder erst in jüngerer Zeit entstanden sind oder (wie zahlreiche Varianten der Kulturlandschaft) durch regelmäßiges menschliches Eingreifen geprägt sind. Da fast jedes Ökosystem durch den Menschen verändert wurde, bezeichnet man nur Flächen als Sekundärbiotope, bei denen der anthropogene Zugriff extrem war, wie z. B. bei Industriefolgelandschaften. Meist handelt es sich um Lebensräume, die spontan von diversen Arten neu besiedelt werden und sich mitunter zu Refugien seltener Tier- und Pflanzenarten entwickeln, die sich mit den jeweiligen Standortbedingungen arrangieren können. Die Bodenbeschaffenheit solcher Bereiche ist oft durch Bauarbeiten und Abgrabungen verändert worden, daher werden vegetationsfreie Brachen in der Regel zuerst von sogenannten Pionierpflanzen besiedelt, die die Lebensgrundlage für weitere Pflanzengemeinschaften herstellen.
Die Störungsfreiheit durch menschliche Aktivitäten ist zwar bei zahlreichen aufgegebenen und verlassenen Flächen gegeben, nicht jedoch bei durch Beweidung oder Mähen offen gehaltenen Sekundärbiotopen wie z. B. Streuobstwiesen oder Magerrasen. Auch extensiv vom Menschen bewirtschaftete Flächen wie Bergweiden und Wiesen, die durch Schäferei offen gehalten werden, sind Sekundärbiotope.
Radioaktiv verseuchte Gebiete, die vom Menschen nicht mehr betreten werden, können nachweislich geeignete Rückzugsorte für zahlreiche Tierarten darstellen. In der 2.600 Quadratkilometer großen Sperrzone von Tschernobyl hat sich neben Wölfen, Bären und Schwarzstörchen sogar das vom Aussterben bedrohte Przewalski-Pferd angesiedelt. Die Mutationsrate ist jedoch sowohl bei den Tieren als auch bei den Pflanzen aufgrund der Radioaktivität noch immer stark erhöht.

## Bedeutung für die Tier- und Pflanzenwelt

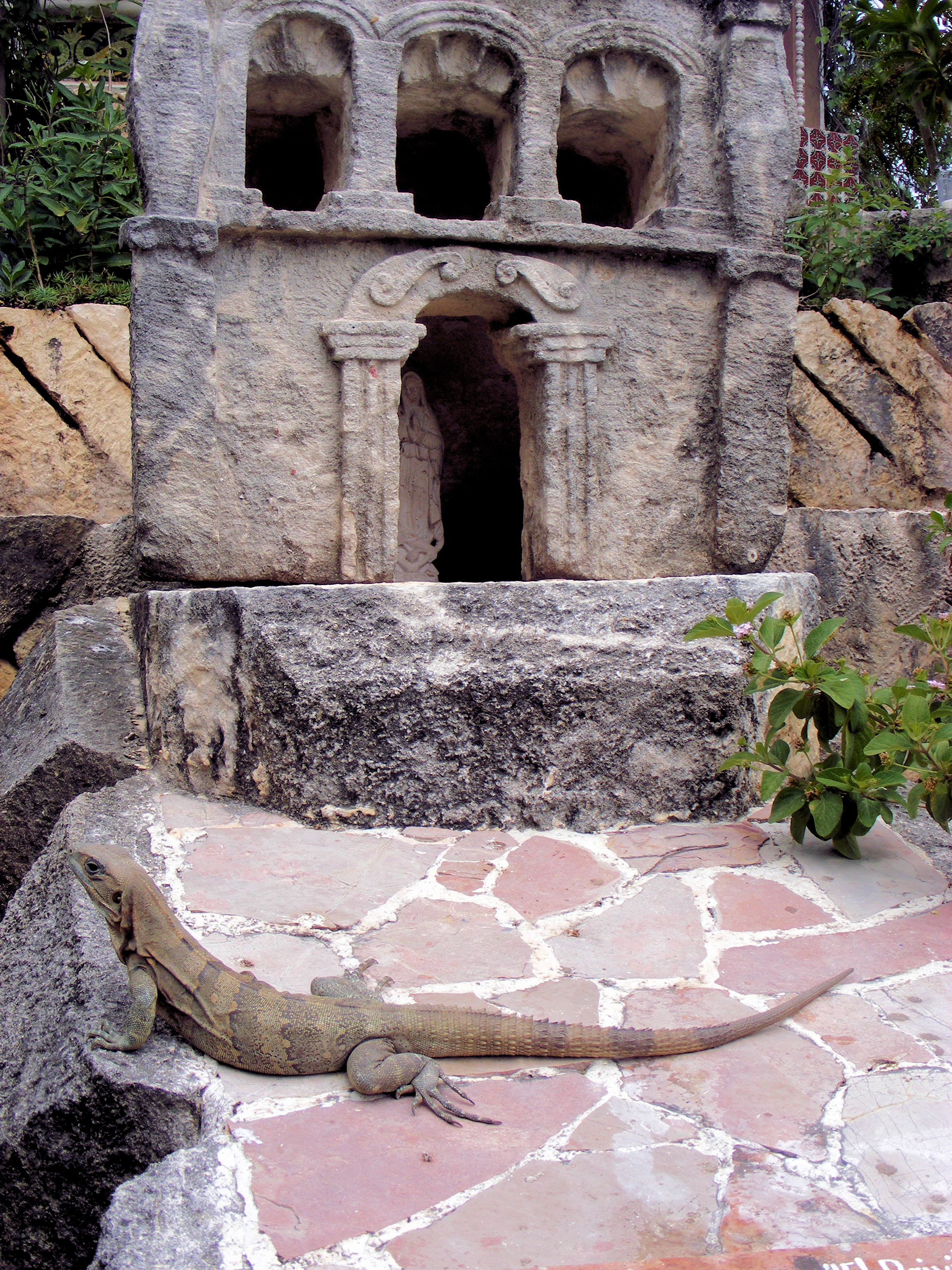
Auch in verlassenen Siedlungen und Geisterstädten wie El Tajín in Mexiko fühlen sich viele Tierarten wohl

Sekundärbiotope fungieren an vielen Orten als Rückzugsgebiete oder Ausbreitungszentren für seltene Tier- und Pflanzenarten. Rekultivierte Gebiete wie Deponieflächen und Halden sowie offene und wärmebegünstigte Böschungen können bei geeigneten Boden- und Lichtverhältnissen auch für seltene Arten Lebensräume darstellen. Wo sich neue Pflanzengemeinschaften bilden, herrscht geringere Konkurrenz durch andere Arten. In Deutschland wurden bereits zahlreiche seltene Orchideengewächse an derartigen Standorten nachgewiesen wie beispielsweise das Übersehene Knabenkraut, die Sumpf-Stendelwurz, Braunrote Stendelwurz, Pyramiden-Hundswurz, Bienen-Ragwurz, Breitblättrige Stendelwurz, Großes Zweiblatt und Geflecktes Knabenkraut.
Ehemalige Sand- und Kiesgruben werden dagegen wegen ihrer künstlichen Steilhänge gern von Uferschwalben und Eisvögeln besiedelt.
Da die Wiesen rund um die Ruine der Zipser Burg in der Slowakei vom Menschen offen gehalten werden, bieten sie unter anderem einen Lebensraum für seltene Arten wie den Ziesel, Smaragdeidechsen, Heidelerchen und Segelfalter.
Weitere Beispiele für Orte, an denen die Natur sich ungestört entfalten konnte, sind sogenannte Lost Places, zu denen unter anderem Ruinen, Wracks, stillgelegte Freizeitparks und Olympiastadien sowie verlassene und stillgelegte Orte aller Art (inklusive Geisterstädte, Geisterbahnhöfe etc.) zählen.

## Beispiele für Sekundärbiotope

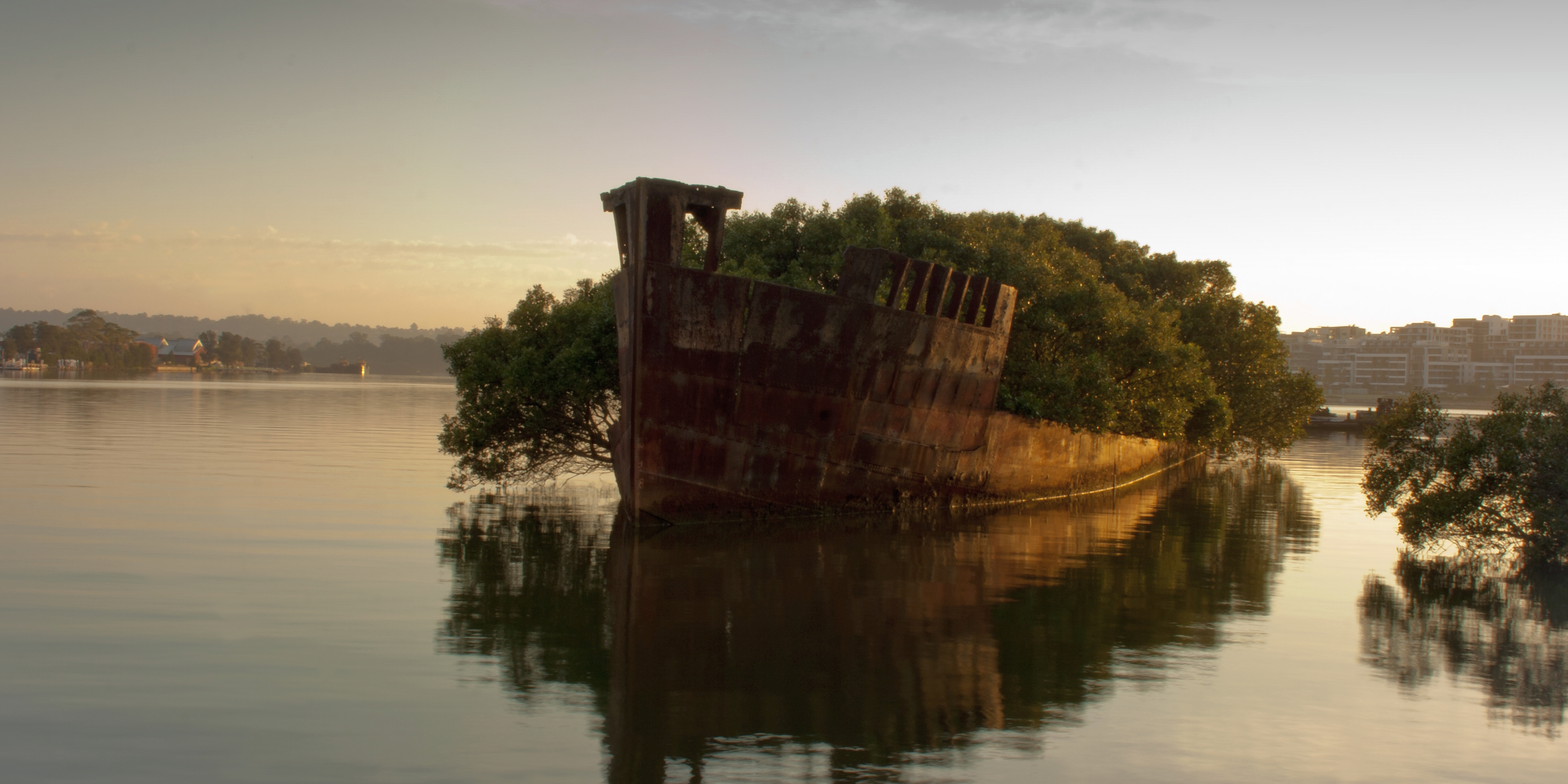
Schiffswrack als Sekundärbiotop (Homebush Bay bei Sydney)

Typische Beispiele für Sekundärbiotope sind:
- Bergbaufolgelandschaften
- Bergsenkungsbereiche (sowie entsprechende Gewässer)
- Kies- und Sandgruben
- Bagger- und Stauseen
- Steinbrüche
- Halden (und Abgrabungen, wie z. B. die Abgrabung Retlager Bach)
- ehemalige Truppenübungsgebiete (z. B. Nationalpark Hainich)
- stillgelegte Bahnkörper
- Sperrgebiete
- Brachen
- Friedhöfe
- Rieselfelder
- Streuobstwiesen
- Müll-Deponien
- Grünflächen